# Liste des membres de l'Académie suédoise
Voici la liste des membres de l'Académie suédoise classés par numéro de siège. Les dates indiquent la période d'occupation du siège.

## Siège 1
1. Anders Johan von Höpken, 1786-1789
2. Nils Philip Gyldenstolpe, 1789-1810
3. Johan Olof Wallin, 1810-1839
4. Anders Fryxell, 1840-1881
5. Hans Forssell, 1881-1901
6. Carl Bildt, 1901-1931
7. Birger Wedberg, 1931-1945
8. Birger Ekeberg, 1945-1968
9. Sture Petrén, 1969-1976
10. Sten Rudholm, 1977-2008
11. Lotta Lotass, 2009-2018
12. Eric Runesson, 2018

## Siège 2
1. Carl Fredrik Scheffer, 1786 (n'a jamais siégé)
2. Abraham Niclas Edelcrantz, 1786-1821
3. Carl Peter Hagberg, 1821-1841
4. Christian Eric Fahlcrantz, 1842-1866
5. Gunnar Wennerberg, 1866-1901
6. Claes Annerstedt, 1901-1927
7. Martin Lamm, 1928-1950
8. Ingvar Andersson, 1950-1974
9. Torgny T:son Segerstedt, 1975-1999
10. Bo Ralph, 1999-

## Siège 3
1. Olof Celsius le Jeune, 1786-1794
2. Johan Adam Tingstadius, 1794-1827
3. Carl Gustaf von Brinkman, 1828-1847
4. Albrecht Elof Ihre, 1848-1859 (n'a jamais siégé)
5. Johan Börjesson, 1859-1866
6. Hans Magnus Melin, 1866-1877
7. Carl Gustaf Malmström, 1878-1912
8. Henrik Schück, 1913-1947
9. Henrik Samuel Nyberg, 1948-1974
10. Carl Ivar Ståhle, 1974-1980
11. Sture Allén, 1980-, secrétaire permanent 1986-1999

## Siège 4
1. Johan Henric Kellgren, 1786-1795
2. Johan Stenhammar, 1797-1799
3. Claes Fleming, 1799-1831
4. Carl Adolph Agardh, 1831-1859
5. Fredrik Ferdinand Carlson, 1859-1887
6. Claes Herman Rundgren, 1887-1906
7. Ivar Afzelius, 1907-1921
8. Tor Hedberg, 1922-1931
9. Sigfrid Siwertz, 1932-1970
10. Lars Forssell, 1971-2007
11. Anders Olsson, 2008-

## Siège 5
1. Matthias von Hermansson, 1786-1789
2. Magnus Lehnberg, 1789-1808
3. Jacob Axelsson Lindblom, 1809-1819
4. Carl von Rosenstein, 1819-1836
5. Jöns Jacob Berzelius, 1837-1848
6. Johan Erik Rydqvist, 1849-1877
7. Theodor Wisén, 1878-1892
8. Knut Fredrik Söderwall, 1892-1924
9. Axel Kock, 1924-1935
10. Bengt Hesselman, 1935-1952
11. Henry Olsson, 1952-1985
12. Göran Malmqvist, 1985-2019
13. Ingrid Carlberg, 2020-

## Siège 6
1. Johan Wingård, 1786-1818
2. Adolf Göran Mörner, 1818-1838
3. Anders Abraham Grafström, 1839-1870
4. Fredrik August Dahlgren, 1871-1895
5. Hans Hildebrand, 1895-1913
6. Sven Hedin, 1913-1952
7. Sten Selander, 1953-1957
8. Olle Hedberg, 1957-1974
9. Per Olof Sundman, 1975-1992
10. Birgitta Trotzig, 1993-2011
11. Tomas Riad, 2011-

## Siège 7
1. Axel von Fersen, senior, 1786-1794
2. Axel Gabriel Silverstolpe, 1794-1816
3. Anders Carlsson af Kullberg, 1817-1851
4. Carl August Hagberg, 1851-1864
5. Wilhelm Erik Svedelius, 1864-1889
6. Nils Fredrik Sander, 1889-1900
7. Albert Theodor Gellerstedt, 1901-1914
8. Selma Lagerlöf, 1914-1940
9. Hjalmar Gullberg, 1940-1961
10. Karl Ragnar Gierow, 1961-1982, secrétaire permanent 1964-1977
11. Knut Ahnlund, 1983-2012
12. Sara Danius, 2013-2018, secrétaire permanente 2015-2018 (démissionne)
13. Åsa Wikforss, 2019-

## Siège 8
1. Johan Gabriel Oxenstierna, 1786-1818
2. Esaias Tegnér, 1818-1846
3. Carl Wilhelm Böttiger, 1847-1878
4. Carl David af Wirsén, 1879-1912, secrétaire permanent à partir de 1884
5. Verner von Heidenstam, 1912-1940
6. Pär Lagerkvist, 1940-1974
7. Östen Sjöstrand, 1975-2006
8. Jesper Svenbro, 2006-

## Siège 9
1. Gudmund Jöran Adlerbeth, 1786-1818
2. Hans Järta, 1819-1847
3. Carl David Skogman, 1847-1856
4. Henning Hamilton, 1856-1881, a le rôle de secrétaire permanent à partir 1874 (démissionne)
5. Esaias Tegnér, junior, 1882-1928
6. Otto von Friesen, 1929-1942
7. Einar Löfstedt, 1942-1955
8. Ture Johannisson, 1955-1990
9. Torgny Lindgren, 1991-2017
10. Jayne Svenungsson, 2017-

## Siège 10
1. Anders af Botin, 1786-1790
2. Christoffer Bogislaus Zibet, 1790-1809
3. Gustaf Lagerbielke, 1809-1837
4. Carl Fredrik af Wingård, 1837-1851
5. Henrik Reuterdahl, 1852-1870
6. Paul Genberg, 1871-1875
7. Carl Snoilsky, 1876-1903
8. Harald Hjärne, 1903-1922
9. Fredrik Böök, 1922-1961
10. Erik Lönnroth, 1962-2002
11. Peter Englund, 2002-2018, secrétaire permanent 2009-2015 (démission)

## Siège 11
1. Nils von Rosenstein, 1786-1824, secrétaire permanent à partir de 1786
2. Lars Magnus Enberg, 1824-1865
3. Bror Emil Hildebrand, 1866-1884, secrétaire permanent de 1881 à 1883
4. Clas Theodor Odhner, 1885-1904
5. Erik Axel Karlfeldt, 1904-1931, secrétaire permanent à partir de 1913
6. Torsten Fogelqvist, 1931-1941
7. Nils Ahnlund, 1941-1957
8. Eyvind Johnson, 1957-1976
9. Ulf Linde, 1977-2013
10. Klas Östergren, 2014-2018 (démission)

## Siège 12
1. Elis Schröderheim, 1786-1795
2. Isac Reinhold Blom, 1797-1826
3. Gustaf Fredrik Wirsén, 1826-1827
4. Bernhard von Beskow, 1828-1868, secrétaire permanent à partir de 1834
5. Carl Gustaf Strandberg, 1869-1874, secrétaire permanent de 1872 à 1874
6. Anders Anderson, 1875-1892
7. Adolf Erik Nordenskiöld, 1893-1901
8. Gustaf Magnus Retzius, 1901-1919
9. Adolf Noreen, 1919-1925
10. Bo Bergman, 1925-1967
11. Sten Lindroth, 1968-1980
12. Werner Aspenström, 1981-1997
13. Per Wästberg, 1997-

## Siège 13
1. Gustaf Fredrik Gyllenborg, 1786-1808
2. Frans Michael Franzén, 1808-1847, secrétaire permanent 1824-1834
3. Bernhard Elis Malmström, 1849-1865
4. Carl Anders Kullberg, 1865-1897
5. Karl Alfred Melin, 1898-1919
6. Anders Österling, 1919-1981, secrétaire permanent 1941-1964
7. Gunnel Vallquist, 1982-2016
8. Sara Stridsberg, 2016-

## Siège 14
1. Gustaf Mauritz Armfelt, 1786-1794 (exclu)
2. Malte Ramel, 1797-1824
3. Erik Gustaf Geijer, 1824-1847
4. Elias Fries, 1847-1878
5. Carl Rupert Nyblom, 1879-1907
6. Per Hallström, 1908-1960, secrétaire permanent 1931-1941
7. Ragnar Josephson, 1960-1966
8. Lars Gyllensten, 1966-2006, secrétaire permanent 1977-1986
9. Kristina Lugn, 2006-2020
10. Steve Sem-Sandberg, 2010-

## Siège 15
1. Carl Gustaf Nordin, 1786-1812
2. Carl Birger Rutström, 1812-1826
3. Johan David Valerius, 1826-1852
4. Ludvig Manderström, 1852-1873, secrétaire permanent 1869-1872
5. Anton Niklas Sundberg, 1874-1900
6. Gottfrid Billing, 1900-1925
7. Hans Larsson, 1925-1944
8. Elin Wägner, 1944-1949
9. Harry Martinson, 1949-1978
10. Kerstin Ekman, 1978-

## Siège 16
1. Carl Gustaf af Leopold, 1786-1829
2. Samuel Grubbe, 1830-1853
3. Israel Hwasser, 1854-1860
4. Carl Vilhelm August Strandberg, 1862-1877
5. Viktor Rydberg, 1877-1895
6. Waldemar Rudin, 1896-1921
7. Nathan Söderblom, 1921-1931
8. Tor Andræ, 1932-1947
9. Elias Wessén, 1947-1981
10. Kjell Espmark, 1981-2018 (démission)

## Siège 17
1. Johan Murberg, 1787-1805
2. Gustaf Mauritz Armfelt, 1805-1811 (exclu)
3. Gustaf af Wetterstedt, 1811-1837
4. Anders Magnus Strinnholm, 1837-1862
5. Louis Gerhard De Geer, 1862-1896
6. Pehr Jacob von Ehrenheim, 1897-1918
7. Hjalmar Hammarskjöld, 1918-1953
8. Dag Hammarskjöld, 1954-1961
9. Erik Lindegren, 1962-1968
10. Johannes Edfelt, 1969-1997
11. Horace Engdahl, 1997-, secrétaire permanent de 1999 à 2009

## Siège 18
1. Nils Lorens Sjöberg, 1787-1822
2. Anders Fredrik Skjöldebrand, 1822-1834
3. Pehr Henrik Ling, 1835-1839
4. Per Daniel Amadeus Atterbom, 1839-1855
5. Johan Henrik Thomander, 1855-1865
6. Gustaf Ljunggren, 1865-1905
7. Vitalis Norström, 1907-1916
8. Oscar Montelius, 1917-1921
9. Albert Engström, 1922-1940
10. Gunnar Mascoll Silfverstolpe, 1941-1942
11. Gustaf Hellström, 1942-1953
12. Bertil Malmberg, 1953-1958
13. Gunnar Ekelöf, 1958-1968
14. Artur Lundkvist, 1968-1991
15. Katarina Frostenson, 1992-2018 (démission)
16. Tua Forsström, 2019-